# Aire d'attraction de Bar-sur-Aube
L'aire d'attraction de Bar-sur-Aube est un zonage d'étude défini par l'Insee pour caractériser l’influence de la commune de Bar-sur-Aube sur les communes environnantes. Publiée en octobre 2020, elle se substitue à l'aire urbaine de Bar-sur-Aube, qui comportait 18 communes dans le zonage de 2010.

## Définition
L'aire d'attraction d'une ville est composée d’un pôle, défini à partir de critères de population et d’emploi ainsi que d’une couronne constituée des communes dont au moins 15 % des actifs travaillent dans le pôle. Le pôle d’attraction constitue ainsi un point de convergence des déplacements domicile-travail,.

## Géographie
L’aire d'attraction de Bar-sur-Aube est une aire inter-départementale qui comporte 43 communes : 42 situées dans l'Aube et 1 dans la Haute-Marne (Laferté-sur-Aube). 

### Carte

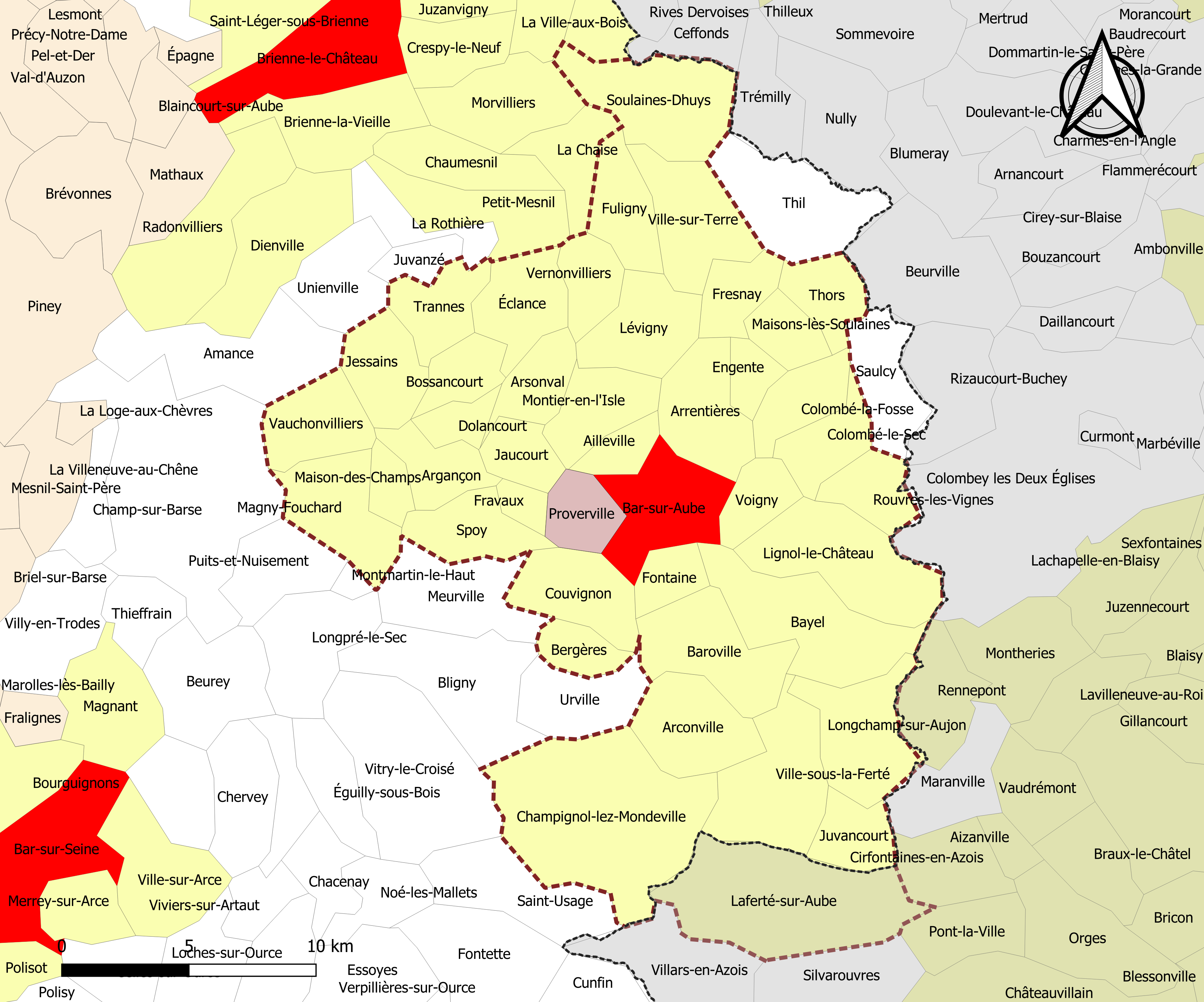
Carte de l'aire d'attraction de Bar-sur-Aube.
Commune-centre
Commune du pôle principal
Commune de la couronne

### Composition communale
| Nom                           | Code Insee | Département | Statut                    | Superficie (km2) | Population (dernière pop. légale) | Densité (hab./km2) | Modifier                                    |
| ----------------------------- | ---------- | ----------- | ------------------------- | ---------------- | --------------------------------- | ------------------ | ------------------------------------------- |
| Bar-sur-Aube (commune-centre) | 10033      | Aube        | commune-centre            | 16,27            | 4 743 (2022)                      | 292                | modifier les données · modifier les données |
| Proverville                   | 10306      | Aube        | commune du pôle principal | 6,98             | 223 (2022)                        | 32                 | modifier les données · modifier les données |
| Ailleville                    | 10002      | Aube        | commune de la couronne    | 5,01             | 223 (2022)                        | 45                 | modifier les données · modifier les données |
| Arconville                    | 10007      | Aube        | commune de la couronne    | 15,00            | 107 (2022)                        | 7,1                | modifier les données · modifier les données |
| Argançon                      | 10008      | Aube        | commune de la couronne    | 8,20             | 107 (2022)                        | 13                 | modifier les données · modifier les données |
| Arrentières                   | 10011      | Aube        | commune de la couronne    | 13,91            | 187 (2022)                        | 13                 | modifier les données · modifier les données |
| Arsonval                      | 10012      | Aube        | commune de la couronne    | 7,58             | 289 (2022)                        | 38                 | modifier les données · modifier les données |
| Baroville                     | 10032      | Aube        | commune de la couronne    | 17,32            | 268 (2022)                        | 15                 | modifier les données · modifier les données |
| Bayel                         | 10035      | Aube        | commune de la couronne    | 23,00            | 741 (2022)                        | 32                 | modifier les données · modifier les données |
| Bergères                      | 10039      | Aube        | commune de la couronne    | 5,81             | 111 (2022)                        | 19                 | modifier les données · modifier les données |
| Bossancourt                   | 10050      | Aube        | commune de la couronne    | 6,92             | 193 (2022)                        | 28                 | modifier les données · modifier les données |
| Champignol-lez-Mondeville     | 10076      | Aube        | commune de la couronne    | 44,17            | 259 (2022)                        | 5,9                | modifier les données · modifier les données |
| Colombé-la-Fosse              | 10102      | Aube        | commune de la couronne    | 9,31             | 163 (2022)                        | 18                 | modifier les données · modifier les données |
| Colombé-le-Sec                | 10103      | Aube        | commune de la couronne    | 8,78             | 155 (2022)                        | 18                 | modifier les données · modifier les données |
| Couvignon                     | 10113      | Aube        | commune de la couronne    | 13,43            | 197 (2022)                        | 15                 | modifier les données · modifier les données |
| Dolancourt                    | 10126      | Aube        | commune de la couronne    | 4,88             | 125 (2022)                        | 26                 | modifier les données · modifier les données |
| Éclance                       | 10135      | Aube        | commune de la couronne    | 11,48            | 87 (2022)                         | 7,6                | modifier les données · modifier les données |
| Engente                       | 10137      | Aube        | commune de la couronne    | 5,12             | 28 (2022)                         | 5,5                | modifier les données · modifier les données |
| Fontaine                      | 10150      | Aube        | commune de la couronne    | 5,68             | 247 (2022)                        | 43                 | modifier les données · modifier les données |
| Fravaux                       | 10160      | Aube        | commune de la couronne    | 3,72             | 36 (2022)                         | 9,7                | modifier les données · modifier les données |
| Fresnay                       | 10161      | Aube        | commune de la couronne    | 7,54             | 50 (2022)                         | 6,6                | modifier les données · modifier les données |
| Fuligny                       | 10163      | Aube        | commune de la couronne    | 10,34            | 40 (2022)                         | 3,9                | modifier les données · modifier les données |
| Jaucourt                      | 10176      | Aube        | commune de la couronne    | 6,61             | 141 (2022)                        | 21                 | modifier les données · modifier les données |
| Jessains                      | 10178      | Aube        | commune de la couronne    | 10,88            | 253 (2022)                        | 23                 | modifier les données · modifier les données |
| Juvancourt                    | 10182      | Aube        | commune de la couronne    | 8,29             | 108 (2022)                        | 13                 | modifier les données · modifier les données |
| Lévigny                       | 10194      | Aube        | commune de la couronne    | 13,75            | 91 (2022)                         | 6,6                | modifier les données · modifier les données |
| Lignol-le-Château             | 10197      | Aube        | commune de la couronne    | 21,85            | 160 (2022)                        | 7,3                | modifier les données · modifier les données |
| Longchamp-sur-Aujon           | 10203      | Aube        | commune de la couronne    | 16,39            | 366 (2022)                        | 22                 | modifier les données · modifier les données |
| Magny-Fouchard                | 10215      | Aube        | commune de la couronne    | 15,16            | 261 (2022)                        | 17                 | modifier les données · modifier les données |
| Maison-des-Champs             | 10217      | Aube        | commune de la couronne    | 4,35             | 35 (2022)                         | 8,0                | modifier les données · modifier les données |
| Maisons-lès-Soulaines         | 10219      | Aube        | commune de la couronne    | 6,16             | 64 (2022)                         | 10                 | modifier les données · modifier les données |
| Montier-en-l'Isle             | 10250      | Aube        | commune de la couronne    | 10,55            | 218 (2022)                        | 21                 | modifier les données · modifier les données |
| Rouvres-les-Vignes            | 10330      | Aube        | commune de la couronne    | 8,28             | 114 (2022)                        | 14                 | modifier les données · modifier les données |
| Soulaines-Dhuys               | 10372      | Aube        | commune de la couronne    | 20,06            | 419 (2022)                        | 21                 | modifier les données · modifier les données |
| Spoy                          | 10374      | Aube        | commune de la couronne    | 10,36            | 147 (2022)                        | 14                 | modifier les données · modifier les données |
| Thors                         | 10378      | Aube        | commune de la couronne    | 8,33             | 68 (2022)                         | 8,2                | modifier les données · modifier les données |
| Trannes                       | 10384      | Aube        | commune de la couronne    | 10,11            | 198 (2022)                        | 20                 | modifier les données · modifier les données |
| Vauchonvilliers               | 10397      | Aube        | commune de la couronne    | 11,62            | 172 (2022)                        | 15                 | modifier les données · modifier les données |
| Vernonvilliers                | 10403      | Aube        | commune de la couronne    | 7,66             | 57 (2022)                         | 7,4                | modifier les données · modifier les données |
| Ville-sous-la-Ferté           | 10426      | Aube        | commune de la couronne    | 19,77            | 908 (2022)                        | 46                 | modifier les données · modifier les données |
| Ville-sur-Terre               | 10428      | Aube        | commune de la couronne    | 16,10            | 97 (2022)                         | 6,0                | modifier les données · modifier les données |
| Voigny                        | 10440      | Aube        | commune de la couronne    | 7,09             | 141 (2022)                        | 20                 | modifier les données · modifier les données |
| Laferté-sur-Aube              | 52258      | Haute-Marne | commune de la couronne    | 32,54            | 310 (2022)                        | 9,5                | modifier les données · modifier les données |

## Démographie
Cette aire est catégorisée dans les aires de moins de 50 000 habitants, une catégorie qui regroupe 12,2 % de la population au niveau national,.